# CAPS United Football Club
El CAPS United Football Club és un club zimbabuès de futbol de la ciutat d'Harare.

## Història
El club va ser fundat el 1973. Destacà a finals dels 70 i inicis dels 80 on fou conegut com a Cup Kings pels seus èxits en les competicions per eliminatòries. La creació del Black Rhinos F.C., controlat per l'exèrcit, a mitjans dels 80 provocà que molts dels seus jugadors s'unissin al nou club i la potencialitat del CAPS United disminuí.

## Palmarès
- Lliga zimbabuesa de futbol[1]
  - 1979, 1996, 2004, 2005

- Copa zimbabuesa de futbol[2]
  - 1980, 1981, 1982, 1983, 1992, 1997, 1998, 2004, 2008

- Trofeu de la Independència de Zimbàbue[2]
  - 1992, 1993, 1996, 1997

- Charity Shield de Zimbabwe[2]
  - 1996